# Saint-Abraham

Saint-Abraham este o comună în departamentul Morbihan, Franța. În 1 ianuarie 2022 avea o populație de 540 de locuitori.